# گورستان دارجق
گورستان دارجق مربوط به ایلام قدیم است و در شهرستان قصر شیرین، بخش مرکزی، دهستان نصرآباد، ۵۰۰ متری جنوب غربی روستای تازه آباد شیرعلی واقع شده و این اثر در تاریخ ۲۸ اسفند ۱۳۸۵ با شمارهٔ ثبت ۱۸۷۰۹ به‌عنوان یکی از آثار ملی ایران به ثبت رسیده است.